# Колаковићи (Фоча-Устиколина)
Колаковићи су насељено мјесто у Федерацији Босне и Херцеговине у општини Фоча-Устиколина, у Босни и Херцеговини. На попису становништва 1991. у њему је живјело 64 становника.

## Историја
Насељено мјесто Колаковићи је до 1995. комплетно припадало предратној општини Фоча. Током рата у Босни и Херцеговини били је под контролом Војске Републике Српске, али је Дејтонским споразумом додјељено новоформираној општини Фоча-Устиколина у саставу Босанско-подрињског кантона и Федерације Босне и Херцеговине.

## Становништво
| Националност | 1991. |
| Срби         | 63    |
| остали       | 1     |
| Укупно       | 64    |